# Ascidia lagena
Ascidia lagena är en sjöpungsart som beskrevs av Wilhelm Michaelsen 1922. Ascidia lagena ingår i släktet Ascidia och familjen Ascidiidae. Inga underarter finns listade i Catalogue of Life.